# Angelo Musco
Angelo Musco (18 de diciembre de 1871 o 18 de octubre de 1872, según fuentes – 6 de octubre de 1937) fue un actor teatral y cinematográfico de nacionalidad italiana. Fue conocido por su habilidad cómica, así como por sus cuidadas interpretaciones psicológicas.

## Biografía
Nacido en Catania, Italia, en el seno de una familia humilde, Musco era el vigésimo tercer hijo de Sebastiano, un pequeño comerciante de probable origen maltés, y de Francesca Cosenza, ama de casa. Trabajó en muy diferentes ocupaciones en su juventud, como barbero, zapatero y albañil, y se inició en el teatro cuando encontró empleo en la Opera dei Pupi, un teatro tradicional local. En 1884 formaba parte de la compañía de marionetas de Michele Insanguine, y en 1899 ya actuaba en la formación teatral de Giovanni Grasso, cuyos actores actuaban únicamente en idioma siciliano.
En 1902, Musco inició una colaboración con Nino Martoglio, que le había visto en Roma actuando en Malia, de Luigi Capuana, y en I Mafiusi, de Giuseppe Rizzotto y Gaspare Mosca. Martoglio pasó a ser director de la compañía de Musco en 1907, y escribió para él las piezas San Giovanni decollatu y L'aria del continente. Musco también colaboró con Pier Maria Rosso di San Secondo, autor de la obra Madre, y trabajó con Marinella Bragaglia y Rosina Anselmi. Su compañía teatral fue apoyada por el crítico Renato Simoni y por Luigi Pirandello, escribiendo este último diferentes comedias para ser representadas por Musco, incluyéndose entre ellas Il berretto a sonagli (llevada a escena en Roma), Liolà, y Pensaci, Giacomino!. Esta última fue llevada a la pantalla con Musco en el papel principal. Su carrera cinematográfica, iniciada en 1932, tuvo un gran éxito.
En el transcurso de los años 1920 y 1930, Musco y su compañía hicieron numerosas giras por Italia y el extranjero, cosechando grandes éxitos. Su debut internacional llegó en 1927 cuando representó en el Manhattan Center de Nueva York L'aria del continente, de Martoglio.
Angelo Musco falleció en 1937. Acababa de actuar en un espectáculo en el Teatro Olimpia de Milán, cuando sufrió una angina de pecho que le causó la muerte. Fue enterrado en el Cementerio Monumental de Catania.

## Teatro
- Malìa, de Luigi Capuana (1903).
- Zolfara, de Giuseppe Giusti Sinopoli (1903).
- Feudalesimo, de Angelo Guimerà (1903).
- Nica, de Nino Martoglio (1903).
- Civitoti in pretura, de Nino Martoglio(1903).
- Il ratto delle sabine, de Franz y Paul Schönthan (1903).
- La figlia di Iorio, de Gabriele D'Annunzio (1904).
- S. Giovanni decollato, de Nino Martoglio (1908).
- Sperduti nel buio, de Roberto Bracco (1912).
- Capitan Senio, de Nino Martoglio (1912).
- Lu paraninfu, de Luigi Capuana (1914).
- L’aria del continente, de Nino Martoglio (1915).
- Lumie di Sicilia, de Luigi Pirandello (1915).
- Don Ramunnu, de Luigi Capuana (1915).
- ‘U riffanti, de Nino Martoglio (1916).
- L’arte di Giufà, de Nino Martoglio (1916).
- L’ultimo naso, de Francesca Sabato Agnetta (1916).
- Pensaci Giacuminu!, de Luigi Pirandello (1916).
- Liolà, de Luigi Pirandello (1916).
- Quacquarà, de Luigi Capuana (1916).
- Scuru, de Nino Martoglio (1917).
- ’A birritta cu ’i ciancianeddi, de Luigi Pirandello (1917).
- ’A giarra, de Luigi Pirandello (1917).
- ’A Patenti, de Luigi Pirandello (1918).
- Ridi Pagliaccio!, de Fausto Maria Martini (1919).
- U sapiti comm’è, de Francesca Sabato Agnetta (1919).
- Sua Eccellenza, de Nino Martoglio (1920).
- Il marchese di Ruvolito, de Nino Martoglio (1920).
- Ccu i nguanti gialli, de Luigi Pirandello (1921).
- Fiat voluntas Dei, de Giuseppe Macrì (1923).
- Fra Diavolo, de Giuseppe Patanè (1923).
- Capo Raisi, de Francesco Macaluso (1925).

## Filmografía
- San Giovanni decollato, de Telemaco Ruggeri (1917).
- Cinque a zero, de Mario Bonnard (1932).
- Paraninfo, de Amleto Palermi (1934).
- L'eredità dello zio buonanima, de Amleto Palermi (1934).
- Fiat voluntas Dei, de Amleto Palermi (1935).
- L'aria del continente, de Gennaro Righelli (1935).
- Pensaci, Giacomino!, de Gennaro Righelli (1936).
- Lo smemorato, de Gennaro Righelli (1936).
- Re di denari, de Enrico Guazzoni (1936).
- Gatta ci cova, de Gennaro Righelli (1937).
- Il feroce Saladino, de Mario Bonnard (1937).